# Świadkowie Jehowy w Ugandzie
Świadkowie Jehowy w Ugandzie – społeczność wyznaniowa w Ugandzie, należąca do ogólnoświatowej wspólnoty Świadków Jehowy, licząca w 2023 roku 9669 głosicieli, należących do 175 zborów i ponad 50 grup w 8 obwodach. Na dorocznej uroczystości Wieczerzy Pańskiej w 2023 roku zgromadziło się 30 841 osób. Działalność miejscowych głosicieli koordynuje Biuro Oddziału w Kampali.

## Historia

### Początki
W 1931 roku pionierzy Robert Nisbet i David Norman przybyli z Afryki Południowej do Kampali, rozpoczynając działalność kaznodziejską w Ugandzie. Rozpowszechniali literaturę biblijną oraz pozyskiwali prenumeratorów „Złotego Wieku” (obecnie „Przebudźcie się!”), po czym udali się w głąb Afryki samochodem. W 1935 roku z Tanganiki do Kampali przybyło dwoje pionierów – małżeństwo Gray i Olga Smith, zaś Robert Nisbet ze swoim bratem George’em prowadzili działalność w Kenii. W ciągu dwóch miesięcy w Kampali rozpowszechnili ponad dwa tysiące książek i broszur oraz zorganizowali 6 zebrań publicznych. Wtedy też gubernator wydał im nakaz opuszczenia Ugandy, więc udali się do Roberta i George’a Nisbetów do Kenii, a później razem wrócili do Afryki Południowej.
W roku 1950 młode małżeństwo Kliminsterów, brytyjskich głosicieli, wznowiło działalność, dzięki czemu wkrótce dwie rodziny obcokrajowców mieszkających w Ugandzie (z Grecji i Włoch) zostały Świadkami Jehowy. W grudniu 1952 roku Nathan H. Knorr i Milton G. Henschel podczas pobytu w Nairobi w Kenii podjęli decyzję o utworzeniu w Kampali pierwszego zboru. Jeszcze w tym samym roku młody zbór w Kampali odwiedził Eric Cooke z Biura Oddziału w Rodezji Południowej (obecne Zimbabwe) i zorganizował jego działalność. Początkowo działalność prowadzono głównie wśród mieszkających w Ugandzie Europejczyków. Dwa lata później zanotowano 10 głosicieli.
W 1956 roku pierwszy rdzenny Ugandyjczyk, George Kadu (zm. 1998), został Świadkiem Jehowy i przyjął chrzest w Jeziorze Wiktorii. W 1958 roku wydano broszurę „Ta dobra nowina o Królestwie” na język luganda, co przyczyniło się do rozwoju działalności wśród Afrykanów. Niedługo później część przyjezdnych głosicieli po zakończeniu kontraktów powróciła do swych krajów, a kilka osób odłączyło się od zborów.
W tym okresie władze nie zezwalały na przyjazd misjonarzy, jednak Frank Smith (syn Graya i Olgi Smithów) otrzymał rządową posadę w Ugandzie. W 1959 roku Frank wraz z żoną Mary przeprowadzili się do Entebbe, 35 kilometrów na południe od Kampali. Małżeństwo Smithów zaczęło regularnie spotykać się z niewielkim, ale rozrastającym się zborem w Kampali. Dwa inne małżeństwa osiedliły się w większej odległości od stolicy i tam prowadziły działalność kaznodziejską, utrzymując stały kontakt ze zborem w Kampali. W tym czasie zbór w Kampali w charakterze nadzorcy strefy odwiedził Harry Arnott, nadzorca Biura Oddziału w Rodezji Północnej (dzisiejsza Zambia).
W 1961 roku w kraju działało 19 głosicieli. Uczestniczyli oni w kongresie pod hasłem „Zjednoczeni wielbiciele”, który odbył się w odległym o 1600 kilometrów Kitwe w Rodezji Północnej. W 1963 roku z Kenii do Ugandy przeniesiono Bethel i Toma McLainów, misjonarzy, absolwentów 37 klasy Szkoły Gilead. Rok później dołączyło do nich sześcioro misjonarzy z 38 klasy Szkoły Gilead. Wkrótce urządzono dom misjonarski w miejscowościach Jinji, a nieco później w Mbale przy granicy z Kenią, i w Mbararze.
W tym czasie w państwowej rozgłośni Świadkowie Jehowy nadawali cotygodniową audycję zatytułowaną „O czym myślą ludzie”. Poruszała ona tematy dotyczące problemów miejscowych rodzin, na przykład „W obliczu kryzysu rodzinnego” czy „Jak się chronić przed przemocą i przestępczością”. Audycja ta miała formę dialogu pomiędzy „panem Robbinsem” i „panem Lee”. Była ona często słuchana przez miejscową ludność.
W 1963 roku nadzór nad działalnością w Ugandzie przejęło nowo utworzone Biuro Oddziału w Kenii. Pierwszą wizytę w charakterze nadzorcy obwodu w zborze w Kampali złożył młodszy brat Roberta i George’a Nisbetów, William Niesbet wraz z żoną Muriel. W 1965 roku nadzorcą tego obwodu został Stephen Hardy, który odwiedzał zbory wraz z żoną Barbarą. Udali się również w podróż po Ugandzie, odwiedzając miasta: Masaka, Mbarara, Kabale, Masindi, Hoima, Fort Portal, Arua, Gulu, Lira i Soroti. Wszędzie byli życzliwie witani zarówno przez miejscowe władze, jak i okoliczną ludność. Dzięki temu w wielu miejscach urządzali wykłady publiczne.

### Rejestracja działalności
12 sierpnia 1965 roku władze kraju zarejestrowały Międzynarodowe Stowarzyszenie Badaczy Pisma Świętego, dzięki czemu działalność Świadków Jehowy została prawnie zarejestrowana w Ugandzie. W 1969 roku w Ugandzie zanotowano 75 głosicieli, rok później – 97, w roku 1971 – 128, a w 1972 – 162.
W 1972 roku, pomimo napiętej sytuacji politycznej, zorganizowano w Kampali kongres pod hasłem „Panowanie Boskie”, na który zaproszono delegatów z Kenii, Etiopii i Tanzanii. Mimo obaw program zgromadzenia przedstawiono bez żadnych zakłóceń. Skorzystało z niego 937 osób, a 34 ochrzczono.

### Zakaz działalności
8 czerwca 1973 roku bez wcześniejszych zapowiedzi władze ugandyjskie wprowadziły zakaz działalności Świadków Jehowy oraz 11 innych wyznań. Nieco wcześniej dwóm małżeństwom misjonarzy odmówiono przedłużenia prawa pobytu, a do połowy lipca deportowano pozostałych 12 misjonarzy z Ugandy. W następnym roku nakazano opuszczenie Ugandy również głosicielom z zagranicy, którzy w Ugandzie pracowali zawodowo. W okresie tym niektórzy mieszkańcy kraju doświadczyli przemocy lub byli gnębieni przez wojsko.
Miejscowi głosiciele zaczęli organizować zebrania zborowe w grupkach w domach prywatnych. Czasem urządzali zebrania pod pretekstem pikniku. Raz w miesiącu urządzano zebrania dla całego zboru albo w ogólnodostępnym parku, albo czyimś ogrodzie, przeprowadzając wykład publiczny i studium Strażnicy. Było to możliwe, gdyż spotkanie grupy przyjaciół lub krewnych nie było niczym niezwykłym w Ugandzie, a uczestnicy zebrania mieli ze sobą to, co niezbędne na prawdziwym pikniku. W czasie zakazu w podobny sposób urządzano skrócone zgromadzenia obwodowe. Władze usiłowały przeszkadzać w organizowaniu zebrań, jednak głosiciele nie przestali ani się zgromadzać ani też prowadzić działalności kaznodziejskiej. Niektórym udawało się również uczestniczyć w kongresach w Nairobi, stolicy Kenii.
Przez pewien krótki czas w okresie zakazu niektóre wydania „Strażnicy” były tłumaczone na język luganda i odbijane na powielaczu. Niektórzy głosiciele byli aresztowani w trakcie pełnienia służby kaznodziejskiej, jednak wkrótce byli zwalniani. Wsparcia ugandyjskim głosicielom udzielali współwyznawcy z Kenii. Tamtejsi nadzorcy podróżujący oraz przedstawiciele Biura Oddziału przekraczali granicę Ugandy i spotykali się z głosicielami, udzielając im różnych zachęt.

### Zniesienie zakazu i rozwój działalności
W 1978 roku ugandyjska armia zaatakowała Tanzanię, co spotkało się z odpowiedzią wojsk tanzańskich i w kwietniu 1979 roku doprowadziło do obalenia ugandyjskiego rządu. W rezultacie w 1979 roku zakaz działalności się zakończył. Przez pewien czas w wielu miejscach kraju miały miejsce zamieszki i rabunki. Wkrótce po upadku dyktatorskich rządów kenijskie Biuro Oddziału wysłało do Ugandy Güntera Reschke i Stanleya Makumbę, by przeprowadzili w Kampali zgromadzenie obwodowe. Jeszcze przed zgromadzeniem obaj w różnych częściach kraju odwiedzili ugandyjskie zbory, na nowo organizując ich działalność. W Ugandzie działalność kaznodziejską prowadziło 113 głosicieli, a na zgromadzenie przybyło 241 osób.
W lipcu 1981 roku w Ugandzie zanotowano liczbę 206 głosicieli. We wrześniu 1982 roku do Ugandy skierowano misjonarzy Jeffreya (Jeffa) Welcha i Ari Palviainena, absolwentów Szkoły Gilead, a w grudniu dołączyli do nich Marianne i Heinz Wertholzowie, absolwenci filii Szkoły Gilead w Wiesbaden w Niemczech. W kwietniu 1983 roku w bezpiecznej okolicy urządzono dom dla misjonarzy. Rok później zorganizowano pierwszą klasę Kursu Służby Pionierskiej w Ugandzie.
Liczba głosicieli w kraju zaczęła szybko rosnąć. W 1986 roku zanotowano 328 głosicieli, a cztery lata później 766. Powstawały nowe zbory w Kampali, Jinji i Igandze. W innych miejscach w całym kraju działały nowe grupy głosicieli. Pod koniec lat 80. XX wieku nastroje w kraju się zmieniły. Bezpodstawnie nakazano wstrzymać budowę Sali Królestwa, uchylono pozwolenia na przeprowadzenie kilku zgromadzeń, a misjonarzom po wygaśnięciu wiz nie przedłużano prawa pobytu. Pod koniec 1991 roku w Ugandzie pozostało tylko dwóch misjonarzy. Zorganizowano więc spotkanie z przedstawicielami władz, by przedstawić stanowisko Świadków Jehowy. W rezultacie wydano zezwolenie na ponowny przyjazd misjonarzy, a działalność kaznodziejska była prowadzona bez przeszkód. W 1993 roku liczba głosicieli w Ugandzie przekroczyła 1000, a w roku 1998 wyniosła ponad 2000.
W roku 1987 „Strażnica” zaczęła się ukazywać w języku luganda, którym posługuje się blisko połowa ugandyjskich zborów. W marcu 1988 roku w Jinji oddano do użytku pierwszą Salę Królestwa w Ugandzie. Kolejne powstały w Mbale, Kampali i Tororo. W 1995 roku utworzono Komitet Kraju, który działał pod nadzorem kenijskiego Biura Oddziału.
W 1996 roku Ugandyjski Krajowy Związek Głuchych wyraził się z uznaniem o bezinteresownej inicjatywie i wysiłkach Świadków Jehowy, którzy uczą się języka migowego, by troszczyć się o duchowe potrzeby niesłyszących Ugandyjczyków.
Pod koniec 1999 roku wprowadzono przyśpieszony program wznoszenia Sal Królestwa, a pod nadzorem Regionalnego Biura Projektowego w południowoafrykańskim Biurze Oddziału utworzono brygadę budowlaną. Dzięki programowi budowlanemu do 2009 roku powstało 67 Sal Królestwa. Większość ugandyjskich zborów spotyka się we własnym obiekcie. Sale w Kajjansi, Rusese, Lirze i Seta zostały wyposażone w przesuwną ścianę, co umożliwia zorganizowanie w nich zgromadzeń dla większej liczby obecnych.
We wrześniu 2003 roku przekształcono Komitet Kraju w samodzielne Biuro Oddziału. W tym samym roku liczba głosicieli w kraju przekroczyła 3000, a trzy lata później 4000. 20 stycznia 2007 roku oddano do użytku nowe Biuro Oddziału na południowych przedmieściach stolicy. W uroczystości wzięło udział 665 osób, w tym 170 delegatów z około 20 oddziałów. Z tej okazji okolicznościowe przemówienie wygłosił Anthony Morris, wówczas członek Ciała Kierowniczego.
Pod koniec 2009 roku do kraju dotarli misjonarze ze 127. klasy Szkoły Gilead. W tym też roku w Ugandzie usługiwało 40 misjonarzy Świadków Jehowy. W kraju działało wówczas 111 zborów i około 50 grup podzielonych na osiem obwodów, z których trzy to obwody lugandojęzyczne. Od 1994 do 2009 roku ponad 50 ugandyjskich głosicieli ukończyło Kurs Usługiwania organizowany w kenijskim Biurze Oddziału.
W 2009 roku w Komitecie Oddziału usługiwali: Mats Holmkvist, Martin Lowum, Michael Reiss i Fred Nyende.
18 września 2015 roku na kongresie regionalnym pod hasłem „Naśladujmy Jezusa!” Mark Sanderson z Ciała Kierowniczego ogłosił wydanie Pisma Świętego w Przekładzie Nowego Świata w języku luganda. We wrześniu 2019 roku delegacje z Ugandy wzięły udział w kongresie międzynarodowym pod hasłem „Miłość nigdy nie zawodzi!” w Johannesburgu.
6 września 2024 roku podczas kongresu regionalnego pod hasłem „Głośmy dobrą nowinę!” w Hoima, Frederick Nyende z Komitetu Oddziału w Ugandzie ogłosił wydanie Biblii — Ewangelii według Mateusza, Marka, Łukasza i Jana w języku rutoro. Z programu skorzystało 928 osób. W 2024 roku w 2 zborach i 4 grupach tego języka działało 374 głosicieli.
13 września 2024 roku na kongresie regionalnym pod hasłem „Głośmy dobrą nowinę!” w Bwera, Moses Oundo z miejscowego Komitetu Oddziału ogłosił wydanie Biblii — Ewangelii według Mateusza, Marka, Łukasza i Jana w języku konzo. Obecnych było z 925 osób. Publikacje Świadków Jehowy w tym języku zaczęto wydawać  
w 2001 roku. W 2024 roku w 6 zborach tego języka działało 324 głosicieli.
W Biurze Oddziału publikacje Świadków Jehowy tłumaczy się na 8 miejscowych języków: akoli, konzo, luganda, lugbara, madi, nyankole, rutoro i teso. Przekładów na języki akoli i nyankole dokonuje się w Biurach Tłumaczeń w Gulu i Mbararze, gdzie te języki są w powszechnym użyciu.